# صافي الزقرتي
صافي الزقرتي، لاعب كرة قدم سعودي، يلعب في نادي الانتصار.

## مسيرة اللاعب
بدأ اللاعب في الفئات السنية في النادي الأهلي و وصل للفريق الأول في عام 2018 .

### برنامج الابتعاث الخارجي
انضم لبرنامج الابتعاث السعودي لكرة القدم 2019 مع مجموعة من اللاعبين للابتعاث الخارجي لاكتساب الخبرات و المشاركة أمام فرق من مختلف الدرجات في إسبانيا وغيرها من الدول الأوروبية.

### عودته من الابتعاث
عاد من الابتعاث للمشاركة مع النادي الأهلي و أعير إلى نادي الفيحاء ونادي النهضة و انتقل بعدها إلى نادي جدة ونادي الانتصار.

## روابط خارجية
- صافي الزقرتي على موقع Soccerway.com (الإنجليزية)